# Haroldiataenius convexus
Haroldiataenius convexus är en skalbaggsart som beskrevs av Robinson 1940. Haroldiataenius convexus ingår i släktet Haroldiataenius och familjen Aphodiidae. Inga underarter finns listade i Catalogue of Life.